# 겔화

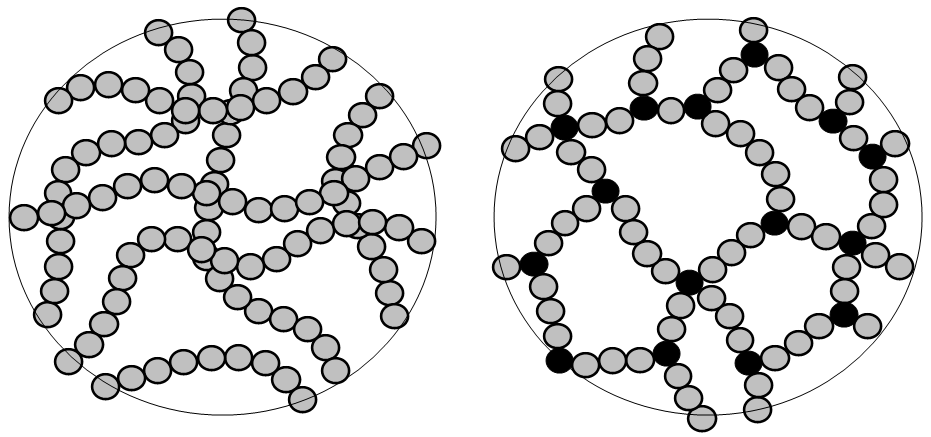
가교 전(겔 없음) 및 가교 후(겔) 중합체

겔화(영어: gelation)는 고분자화학에서 중합체 시스템에서 겔이 형성되는 것이다. 겔 전이(영어: gel transition), 젤화, 젤 전이라고도 한다. 분지형 중합체는 사슬 사이에 연결을 형성하여 점차적으로 더 큰 중합체를 만들 수 있다. 연결이 계속됨에 따라 더 큰 분지형 중합체가 얻어지고 반응의 특정 정도에서 중합체 간의 연결로 인해 단일 고분자가 형성된다. 겔화점으로 정의되는 반응의 해당 지점에서 시스템은 유동성을 잃고 점성이 매우 커진다.

## 같이 보기
- 겔
- 겔화점